# Lara (nimf)
Lara of Larunda schijnt een Oud-Italische godheid van de dood te zijn geweest, die haar zetel in de diepte van de aarde heeft.
Haar eredienst werd door de Sabijnse koning Titus Tatius in Rome ingevoerd. Zij werd vereerd als de moeder van de Laren en als de "stomme" en "zwijgende" godin, als Dea Muta of Tacita door bijgelovige vrouwen en meisjes aangeroepen op het dodenfeest van de Feralia. De mythe noemde haar een bronnimf uit het Tiberdal, haar oorspronkelijke naam was Lala. Toen Jupiter liefde had opgevat voor Juturna en deze vervolgde, waarschuwde Lara niet alleen de schone nimf, ofschoon Jupiter en haar eigen vader Almon haar dit hadden verboden, maar zij ging zelfs naar Juno om aan deze bericht te brengen van de ontrouw van haar gemaal. Tot straf hiervoor ontnam Jupiter haar het vermogen om te spreken en liet haar door Mercurius naar de Manes voeren, waar voortaan haar verblijfplaats zou zijn. Doch Mercurius vatte liefde voor haar op en werd bij haar de vader van de Lares compitales.

## Antieke bron
- Ovidius, Fasti II 59.